# كيانو (فلم)
كيانو (بالإنجليزية: Keanu) فيلم إثارة-كوميدي من إخراج بيتير أتينسيو وكتابة جوردان بيل وأليكس روبينس. الفيلم من بطولة جوردان بيل، كيغان-مايكل كي، ميثود مان، نيا لونغ وويل فورتيه. بدأ تصوير الفيلم في يونيو 2015 في مدينة نيو اورليانز، لويزيانا. عرض الفيلم بمهرجان ساوث باي ساوث ويست في 13 مارس، 2016 وعرض للعامة في الولايات المتحدة عبر شركة وارنر برذرز في 29 أبريل، 2016.

## الممثلين
- كيغان-مايكل كي بدور كلارنس/سموك دريسدين
- جوردان بيل بدور ريل/اويل دريسدين
- ميثود مان بدور شيدار
- ويل فورتيه بدور هولكا
- داريل بريت-غيبسون بدور ترنك
- نيا لونغ بدور هانا
- روب هيوبل بدور سينسر
- جيسن ميتشل بدور باد
- كيانو ريفز بدور كيانو
- لويس غوزمان بدور بيكن
- تيفاني هاديش بدور هاي-سي
- آنا فاريس بدور نفسها

## وصلات خارجية
- كيانو على موقع IMDb (الإنجليزية)
- كيانو على موقع ميتاكريتيك (الإنجليزية)
- كيانو على موقع روتن توميتوز (الإنجليزية)
- كيانو على موقع نتفليكس (الإنجليزية)
- كيانو على موقع قاعدة بيانات الأفلام العربية
- كيانو على موقع ألو سيني (الفرنسية)
- كيانو على موقع Turner Classic Movies (الإنجليزية)
- كيانو على موقع أول موفي (الإنجليزية)
- كيانو على موقع بوكس أوفيس موجو (الإنجليزية)
- كيانو على موقع فيلمافينيتي (الإسبانية)